# Омега-мезон
Омега-мезон — элементарная частица со странностью 0 и изотопическим спином 0, представляющая собой мезонные резонансы с чётным орбитальным квантовым числом. Она входит в октет векторных мезонов, то есть является аналогом η-мезона.
ω-мезон был открыт в 1961 году в Национальной лаборатории имени Лоуренса в Беркли.

## Характеристики
В таблице представлены характеристики ω-мезона.
| Частица | Кварковый состав                                                | Энергия покоя, МэВ | IG | JPC | Q | S | c | b | Среднее время жизни, с | Основная мода распада |
| ------- | --------------------------------------------------------------- | ------------------ | -- | --- | - | - | - | - | ---------------------- | --------------------- |
| ω(782)  | {\displaystyle {\frac {1}{\sqrt {2}}}(u{\bar {u}}+d{\bar {d}})} | 782,65 ± 0,12      | 0− | 1−− | 0 | 0 | 0 | 0 | 1,1⋅10−18              | π+ + π− + π0          |